# Джейн, Эрика
Эрика Джирарди (урожденная Чахой), наиболее известная как Эрика Джейн (род. 10 июля 1971, Атланта) — американская певица, телеперсона и актриса.

## Ранние годы
Эрика Джирарди родилась 10 июля 1971 года в Атланте, штат Джорджия у матери-одиночки Реней Чахой. Её родители расстались ещё до того, как ей исполнился год. Она окончила среднюю школу Северной Атланты. Эрика переехала в Нью-Йорк, когда ей было 18 лет.

## Карьера
Её первыми двумя появлениями на экранах были проходные роли Сюзанны Мортон в эпизодах «Prescription for Death» и «The Violence of Summer» в роли девушки Пруитинга из юридической драмы NBC «Закон и порядок». Также она сыграла в независимых фильмах «Алхимия чувств» (1995) и «Lowball» (1996).
Первый сингл Эрики Джейн «Roller Coaster» был выпущен 1 января 2007 года. Эта песня заняла первое место в чарте Billboard Hot Dance Club Play. Дебютный альбом Джейн « Pretty Mess» был выпущен в США 11 августа 2009 года.
В 2015 году Эрика присоединилась к составу реалити-шоу «Настоящие домохозяйки Беверли-Хиллз» в шестом сезоне.
25 сентября 2019 года Джейн сообщила, что сыграет Рокси Харт в мюзикле «Чикаго» на Бродвее.

## Личная жизнь и юридические проблемы
Живя в Нью-Йорке, Эрика повстречалась с Томасом Зиззо, когда он работал диджеем в клубе на Манхэттене. Пара поженилась в декабре 1991 года в Соборе Святого Патрика. Вскоре после свадьбы она родила сына Томаса Зиззо-младшего. После того, как Эрика и Зиззо развелись через несколько лет после рождения сына, Эрика переехала в Лос-Анджелес, чтобы исполнить свою мечту стать певицей.
В 1998 году, в возрасте 27 лет, она познакомилась с Томасом Джирарди, работая официанткой в ресторане Chasen’s.
В январе 2000 года она вышла замуж за Томаса Джирарди, партнера-основателя «Girardi & Keese».
В ноябре 2020 года она объявила о разводе с Джирарди. Через месяц после этого оглашения на супругов подали иск с обвинением в растрате денежных средств, которые предназначались для семей жертв катастрофы 2018 года самолёта Lion Air . СМИ сообщили, что развод мог быть мошеннической схемой для сокрытия имущества. В декабре 2020 года Чикагская юридическая фирма обратилась к федеральному судье с просьбой запретить Эрике Джирарди продавать дизайнерскую одежду онлайн на фоне попытки возмещения недостающих 2 миллионов долларов, полагающиеся людям.
17 декабря 2020 года газета Los Angeles Times опубликовала подробную статью об юридических проблемах пары под названием «Юридический титан и „Настоящая Домохозяйка“: взлет и падение Тома Джирарди и Эрики Джейн». Два дня спустя Эрика опубликовала пост на своей странице в Instagram, в котором были показаны текстовые сообщения и фотографии предполагаемой любовницы Тома Джирарди. Документальный фильм под названием «Домохозяйка и Жулик», который рассказывает об юридических проблемах пары, получившие широкую огласку в СМИ, был выпущен на Hulu 14 июня 2021 года

## Дискография

### Студийные альбомы
| Название    | Об альбоме |
| ----------- | --- |
| Pretty Mess | - Дата релиза: 11 августа 2009 - Звукозаписывающая компания: E1 Entertainment - Формат: CD, цифровое скачивание |

### Синглы
| Год  | Сингл                                 | Места в чартах | Места в чартах | Места в чартах  | Альбом             |
| Год  | Сингл                                 | US Dance Club  | US Dance/Elec. | US Global Dance | Альбом             |
| ---- | ------------------------------------- | -------------- | -------------- | --------------- | ------------------ |
| 2007 | «Roller Coaster»                      | 1              | -              | -               | Pretty Mess        |
| 2007 | «Stars»                               | 1              | -              | 33              | Pretty Mess        |
| 2009 | «Give You Everything»                 | 1              | -              | 16              | Pretty Mess        |
| 2010 | «Pretty Mess»                         | 1              | -              | 19              | Pretty Mess        |
| 2010 | «One Hot Pleasure»                    | 1              | -              | 24              | Синглы без альбома |
| 2011 | «Party People (Ignite the World)»     | 1              | -              | 25              | Синглы без альбома |
| 2013 | «Get It Tonight» (featuring Flo Rida) | -              | 20             | -               | Синглы без альбома |
| 2014 | «Painkillr»                           | 1              | 25             | -               | Синглы без альбома |
| 2014 | «You Make Me Wanna Dance»             | -              | -              | -               | Синглы без альбома |
| 2015 | «Crazy» (featuring Maino)             | 1              | -              | -               | Синглы без альбома |
| 2016 | «How Many Fucks»                      | 1              | -              | -               | Синглы без альбома |
| 2017 | «Xxpensive»                           | -              | -              | -               | Синглы без альбома |
| 2018 | «Cars»                                | -              | -              | -               | Синглы без альбома |